# Axel Roos (Fußballspieler)
Axel Roos (* 19. August 1964 in Rodalben) ist ein ehemaliger deutscher Fußballspieler. Er arbeitet heute als Fußballtrainer.

## Familie
Axel Roos, dessen Vater Ludwig Roos (1935–2023) beim damaligen Regionalligisten FK Pirmasens gespielt hatte, wuchs in Thaleischweiler-Fröschen auf. Heute lebt er mit Ehefrau und Kindern in Otterberg.

## Spielerkarriere
Roos war bis 1979 Jugendspieler bei der SG Thaleischweiler-Fröschen, anschließend war er sechs Jahre in der Jugend des 1. FC Kaiserslautern (1. FCK) aktiv. Für diesen Verein bestritt er dann als Profi zwischen 1984 und 2001 insgesamt 328 Spiele, davon 303 in der 1. und 25 in der 2. Bundesliga. Die meisten seiner 18 Tore (17 in der 1., ein Tor in der 2. Liga) für den FCK schoss er in den 1980er Jahren, als er noch in der Offensive agierte.
Roos errang mit dem 1. FCK zwei deutsche Meisterschaften (1991 und 1998), zwei DFB-Pokalsiege (1990 und 1996), den Supercupsieg 1991 und die deutsche Hallenmeisterschaft 1997. Damit ist er derjenige Spieler des Vereins, der bei den meisten Titelgewinnen mitgewirkt hat. Mit 22 Jahren Vereinszugehörigkeit hält er beim FCK den „Treuerekord“ seit Gründung der Bundesliga 1963.

## Trainerkarriere
Nach dem Erwerb der Trainerlizenz war Roos, der vier Semester BWL studiert hat, Manager und Trainer beim FK Pirmasens. Bis Ende 2006 fungierte er als Co-Trainer der Albanischen Fußballnationalmannschaft unter der Regie von Cheftrainer Hans-Peter Briegel. Nach einem kurzen Intermezzo als Fußballlehrer in Bahrain ist er Leiter und Trainer der Fußballschule Axel Roos in Otterberg. Zudem arbeitet er seit 2014 als Trainer der deutsch-amerikanischen Soccer Academy K-Town Rush in Kaiserslautern.